# ماماری
ماماری (به لاتین: Mammari) یک روستا در قبرس است که در ناحیه نیکوزیا واقع شده‌است.

## خصوصیات
ماماری  ۱٬۰۵۲ نفر جمعیت دارد.